# Avadh

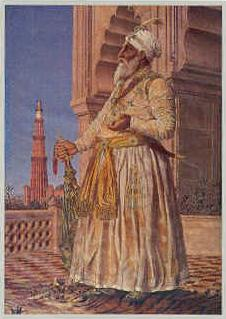
Saadat Ali Khan I, de eerste nawab van Avadh.

Avadh of Awadh (Hindi: अवध; Urdu: اودھ; historische, Britse spelling: Oudh) is een gebied en historisch land in het noorden van India. De belangrijkste steden zijn Lucknow, Faizabad en Ayodhya. Tegenwoordig vormt het gebied ongeveer een derde van de deelstaat Uttar Pradesh.
In de 18e eeuw raakte Avadh onafhankelijk van het Mogolrijk, hoewel de keizer in Delhi tot in 1819 officieel als leenheer erkend bleef worden. De machthebbers van Avadh, die zich nawabs noemden, overzagen een belangrijke opbloei van kunst en cultuur, met name de schilderkunst en bouwkunst. De Britten zetten de laatste nawab af in 1856 en lijfden het gebied grotendeels in bij hun rijk.

## Geschiedenis
In de Oudheid lag op ongeveer dezelfde plek het koninkrijk Kosala, met Ayodhya als hoofdstad. In het bewustzijn van de Indiërs wordt deze stad geassocieerd met het leven van Rama, de mythologische koning die als een reïncarnatie van de god Vishnu wordt beschouwd.
De naam Avadh werd voor het eerst gebruikt in 1280. Aan het einde van de 16e eeuw was Avadh een van de twaalf subahs (provincies) waarin keizer Akbar zijn rijk indeelde. Deze subah was onderverdeeld in vijf sarkars (districten): Avadh zelf, Lucknow, Bahraich, Khairabad en Gorakhpur. 
In 1722 werd Saadat Ali Khan, afkomstig uit een Perzisch, sjiitisch adellijk geslacht, tot gouverneur van Avadh benoemd. Saadat Ali Khan stichtte een administratief centrum, Faizabad, dat later tot hoofdstad zou uitgroeien. Ook reorganiseerde Saadat Khan het bestuur zodat de belastingopbrengsten toenamen. Als dank gaven de Mogols hem ook de heerschappij over Ghazipur, Varanasi, Jaunpur en Chunar. Saadat wordt beschouwd als de eerste nawab van Avadh. Vanaf zijn dood was de titel erfelijk; zelf werd hij opgevolgd door zijn schoonzoon Safdar Jung (1739-1754).
In de vroege 18e eeuw viel het Mogolrijk ten prooi aan decentralisatie en politieke onlust. Als gevolg verklaarden sommige provincies zich onafhankelijk. De nawabs van Avadh bleven aanvankelijk trouw aan de keizer, maar in de praktijk gingen ze zich steeds zelfstandiger gedragen. De Mogolkeizer was alleen officieel nog de leenheer, in feite was hij rond 1750 een gevangene geworden van zijn eigen hof in Delhi. Het hof van de nawab overtrof dat van de keizer bovendien in rijkdom, waardoor de nawabs in staat waren de kunstenaars en mystici van het Mogolhof naar Avadh te halen. Het culturele en wetenschappelijke centrum van het noorden van India verschoof in de 18e eeuw daarom van Delhi naar Avadh.

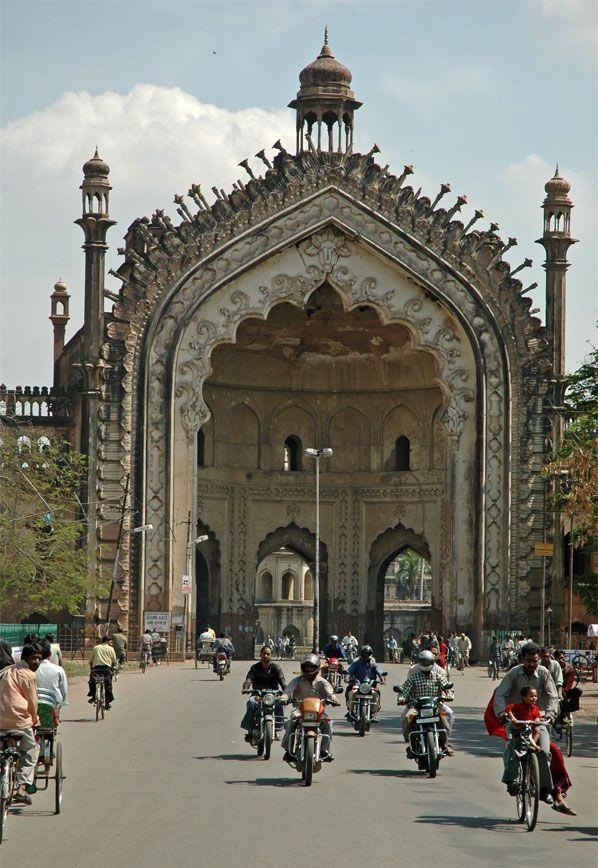
De stadspoort Rumi Darwaza in Lucknow is een van de markantste voorbeelden van de 18-19e-eeuwse architectuur van Avadh.

De derde nawab, Shuja-ud-Daula (1754-1775), wist zich de woede van de Britten op de hals te halen door de gevluchte nawab van Bengalen, Mir Qasim, onderdak te verlenen. De Britten, die eerder Bengalen hadden onderworpen, versloegen Shuja-ud-Daula in de Slag bij Buxar (1773). Aan het hof van Shuja-ud-Daula werd een Britse resident aangesteld en Avadh werd een vazalstaat van de Britten.
De vierde nawab, Asaf-ud-Daula (1775-1797) verplaatste de hoofdstad van Faizabad naar Lucknow. Onder patronage van de nawabs groeide Lucknow uit tot een hoofdstad vol schitterende paleizen, scholen, en religieuze centra. Kunst en handwerk bloeiden. In Lucknow ontstond een eigen stijl van miniatuurschildering, en een eigen cuisine, die zich tegenwoordig nog steeds onderscheidt van de rest van het noorden van India.
Na de dood van Asaf-ud-Daula zetten de Britten een marionet op de troon. Ook annexeerden ze in 1801 ongeveer de helft van het gebied waarover de nawabs regeerden. Militair gezien beschouwden de Britten Avadh als bufferstaat tegen de Gurkha's in het noorden. Economisch gezien konden ze voordelige leningen krijgen van de steenrijke nawabs. De nawabs gaven ondertussen grote bedragen uit aan hun hofleven en patronage van kunsten, om het feitelijke inkrimpen van hun macht te verbloemen.
Uiteindelijk besloten de Britten Avadh geheel te annexeren. Het excuus daarvoor vonden ze in het decadente gedrag van de laatste nawab, Wajid Ali Shah. In 1856 bezette het huurleger van de East India Company Lucknow. De dynastie werd ten einde verklaard en de nawab werd verbannen naar Calcutta. Sir Henry Lawrence werd aangesteld als hoge commissaris over Avadh. Deze gebeurtenissen wekten grote woede onder de bevolking. Zelfs in Europa werd de inlijving door bepaalde kranten sterk bekritiseerd als voorbeeld van schandalige kolonialistische machtshonger.

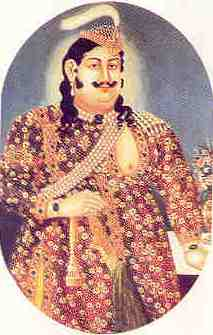
Wajid Ali Shah, de laatste nawab van Avadh, wiens afzetting een van de aanleidingen van de Indiase opstand van 1857 vormde.

Het afzetten van de nawab van Avadh was een van de redenen waarom de Indische soldaten van de East India Company zich massaal tegen de Britten keerden tijdens de Indiase opstand van 1857. De lokale aanvoerder van de opstand was de vrouw van Wajid Ali Shah, Begum Hazrat Mahal. Haar 14-jarige zoon Birjis Qadra werd door de opstandelingen op de troon gezet. Lucknow was het toneel van een langdurig beleg van het Britse regeringskwartier. Beide zijden begingen afschuwelijke misdaden. Na maanden van verbeten straatgevechten, waarbij onder andere Sir Henry Lawrence sneuvelde, werden de Britten uiteindelijk ontzet en werd de opstand neergeslagen. De verzetsleiders wisten naar Nepal te ontkomen, waar ze asiel vonden. De Nepali's hadden tijdens de opstand overigens militaire steun aan de Britten verleend. Als beloning droegen de Britten een deel van het gebied van de nawabs van Avadh over aan Nepal (het betrof het gebied rond de stad Bahraich).
Onder de Britten vonden nog enige herindelingen plaats. In 1877 werd Avadh (door de Britten Oudh genoemd) samengevoegd met de North-Western Provinces. In 1902 werd de nieuwe eenheid hernoemd tot United Provinces of Agra and Oudh.